# Zsizsekszer
Zsizsekszer (szlovénül: Žižki) falu Szlovéniában, a Muravidéken. Közigazgatásilag Cserföld községhez tartozik.

## Fekvése
Muraszombattól 16 km-re délkeletre, a Csernec-patak jobb partján fekszik.

## Története
A belatinci uradalom része, az alsólendvai Bánffy család birtoka volt. A Bánffyakat  a Csákyak követték, akik alig egy évszázadig voltak a falu birtokosai, végül a 19. század a Gyika család kezében volt az uradalom.
Vályi András szerint " SISEKSZER. Tót falu Szala Várm. lakosai katolikusok, fekszik a’ Belatintzi Uradalomban; határja középszerű."
Fényes Elek szerint " Zsiszekszer, vindus falu, Zala vmegyében, a bellatinczi uradalomban, 353 kath. lak. " 
1910-ben 601, túlnyomórészt szlovén lakosa volt.
Közigazgatásilag Zala vármegye Alsólendvai járásának része volt. 1919-ben a Szerb–Horvát–Szlovén Királysághoz csatolták, ami tíz évvel később vette fel a Jugoszlávia nevet. 1941-ben a Muramentét a magyar hadsereg visszafoglalta és 1945-ig ismét Magyarország része volt, majd a második világháború befejezése után jugoszláv kézbe került. 1991 óta a független Szlovén Köztársaság része. 2002-ben 584 lakosa volt.

## Nevezetességei
- Szent Flórián tiszteletére szentelt kápolnája 1936-ban épült neogótikus stílusban. 2003-ban megújították. Štefan Hauk akadémiai festő képei díszítik.
- Az iskolanővérek egykori kolostora 1920-ban épült, a szerzetesek 1948-ig használták, attól kezdve kulturális célokat szolgált.